# Миле Игњатовић
Миломир „Миле” Игњатовић (Драгосињци код Краљева, 1968) српски је фолк певач.

## Биографија
Пореклом из околине Краљева, Игњатовић се у младости бавио фудбалом, да би на прелазу с 80-их на 90-е године 20. века почео да пева на локалним музичким фестивалима. Свој први студијски албум, под називом Мирис љубави, Игњатовић је снимио 1996. године за издавачку кућу Дискос из Александровца. Касније се испоставило да је прва нумера са тог албума, На путу за лудило, постала једна од његових најпознатијих песама. За њу је снимљен и спот који му је донео популарност међу публиком. У наредним годинама, Игњатовић је снимио још неколико албума за издавачке куће ЗаМ и Голд Мјузик. Почетком новог миленијума повукао се са јавне сцене, али је наставио да се бави музиком.

## Дискографија

### Студијски албуми
- Мирис љубави (1996)
- Цео свет је близу (1997)
- Шта је то са нама (1998)
- Бољи од њега (1999)
- 24 сата (2001)
- Ураган (2002)

### Компилацијски албуми
- 3 у 1 - DJ Krmak, Лела, Миле (албум) (2021)